# Distretto di Huayllabamba (Cusco)
Il distretto di Huayllabamba  è uno dei sette distretti della  provincia di Urubamba, in Perù. Si trova nella regione di Cusco.